# Dirk Harting
Dirk Harting (Rotterdam, 6 oktober 1817 - Enkhuizen, 22 februari 1892) was predikant van de doopsgezinde gemeente in Enkhuizen, auteur van theologische geschriften en stichter en redacteur van de Enkhuizer Courant.

## Leven en werk
Harting werd in Rotterdam geboren als zoon van Dirk Harting en Jeannette Blijdestein. Zijn broer Pieter werd hoogleraar, eerst in Franeker en later in Utrecht. Harting werd eerst geschoold op het Instituut Van Kinsbergen te Elburg. Vervolgens ging hij naar de latijnse school in Utrecht. Daarna behaalde Harting, zijn kandidaats-getuigschrift aan de Faculteit der Letteren van de Hogeschool van Utrecht. Tijdens zijn studie in Utrecht raakte Harting bevriend met Anthony Winkler Prins. Ten slotte ging Harting theologie studeren aan het Doopsgezinde Seminarie te Amsterdam.
Van 1840-1888 was Harting dominee van de Doopsgezinde Gemeente in Enkhuizen. Naast zijn kerkelijk werk publiceerde hij voornamelijk theologische geschriften. Voor zijn publicatie, Verhandeling over de echtheid van den Brief van Paulus aan de Efeziërs, ontving Harting een gouden medaille van het Haags Genootschap. Verder heeft hij ook meegewerkt aan een nieuwe Bijbelvertaling onder de auspiciën van de Nederlandse Hervormde Synode. In 1849 ontving Harting van de Utrechtse Hogeschool een eredoctoraat (doctor honoris causa).
Harting heeft zich samen met zijn agnostische broer ingezet voor een leerplichtwet. In 1869 richtte het duo het Schoolverbond op. De stichting bestond tot 1876. In 1870 was Harting een van de oprichters van de Enkhuizer Courant.
Harting was tweemaal getrouwd. Hij trouwde in 1840 te Utrecht met Antoinette Françoise van der Pant. Na haar overlijden in 1867 hertrouwde hij in 1870 te Enkhuizen met Anna Hermina Burgerhoudt.

## Publicaties (selectie)
- Verhandeling over de echtheid van den Brief van Paulus aan de Efeziërs, 's-Gravenhage, 1848
- Quaestionem de Marcione Lucani Evangelii, Utrecht, 1849
- Duitschland: zijne hoogescholen, godgeleerdheid en godsdienstig kerkelijke toestand, Utrecht, 1858
- Grieksch-Nederduitsch handwoordenboek op het Nieuwe Testament, Utrecht, 1863
- Een dag in den vreemde, Amsterdam, 1869
- Proeve van herziening onzer wetgeving op het lager onderwijs naar de behoeften des tijds, Enkhuizen, 1885